# Österreichische Gesellschaft für Geomechanik
Die Österreichische Gesellschaft für Geomechanik (englisch Austrian Society for Geomechanics, ÖGG resp. OeGG) ist der Fachverband für wissenschaftliche Geomechanik im Tiefbau in Österreich.

## Geschichte
Leopold Müller, Ingenieurgeologe und einer der Mitbegründer der Neuen Österreichischen Tunnelbauweise (NAT/NÖT), war nach seiner Tätigkeit in Kaprun in den 1950ern in Salzburg tätig. Hier initiierte er 1951 ein Kolloquium über Grenzfragen des Felsbaues und der felsmechanischen Technologien. Damit wurde Salzburg – neben Leoben – ein österreichisches Zentrum der Montanistik (Salzburger Kreis von Stini-Schülern; Österreichische Schule der Felsmechanik).
1962 entstand dann in Salzburg die Internationale Gesellschaft für Felsmechanik (International Society for Rock Mechanics, ISRM; Internationale Versuchsanstalt für Fels), die seit 1966 am Laboratório Nacional de Engenharia Civil (LNEC) in Lissabon ansässig ist. Die Österreichische Gesellschaft für Geomechanik wurde in Folge 1968 als nationale Gesellschaft der ISRM gegründet. Sie ist als Verein organisiert.
1998 wurden die Gesellschaft strukturiert und vier Fachsektionen gebildet. 2008 wurden die Vereinssatzungen modernisiert.

## Organisation
Die Gesellschaft ist in Salzburg ansässig, in der Innsbrucker Bundesstraße (Maxglan). Vorsitzender ist Wulf Schubert, Institutsleiter für Felsmechanik und Tunnelbau der Universität Graz (Stand 2016). 2015 hatte die ÖGG etwa 600 ordentliche Mitglieder und über 40 fördernde Mitglieder. Sie ist für die interdisziplinäre Zusammenarbeit in einzelne Fachsektionen und Arbeitskreise nach Bedarf gegliedert.
Die ÖGG ist der österreichische Vertreter der Internationalen Gesellschaft für Felsmechanik (ISRM, dessen Gebietskörperschaft, National Adhering Body). Sie ist auch Mitglied des Österreichischen Nationalkomitees ITA Austria der International Tunneling Association (ITA).

## Agenden
Der Verein ist gemeinnützig rein wissenschaftlich ausgerichtet.
Seine Aufgaben sind (Wortlaut der Satzung):
1. Die wissenschaftliche Erforschung der Eigenschaften von Boden und Fels und deren Verhalten unter Einwirkungen aller Art;
2. Die Pflege der Beziehungen zu wissenschaftlichen Institutionen ähnlicher Zielsetzung im In- und Ausland, sowie zu benachbarten Fachgebieten;
3. Der Erfahrungs- und Gedankenaustausch auf dem Gebiet der Planung, Ausführung und Erhaltung von Bauwerken in Boden und Fels zwischen Vertretern der Bauwirtschaft, der wissenschaftlichen Institutionen, der Ingenieurbüros, der Auftraggeber und der Behörden;
4. Die Verbesserung der Baumethoden, Dimensionierung und Gestaltung von Bauwerken in Boden und Fels mit dem Ziel einer sicheren, sparsamen und umweltfreundlichen Bauweise;
5. Die Ausarbeitung und Herausgabe von Merkheften, Richtlinien und anderen Veröffentlichungen, die mit der Planung, Ausführung und Erhaltung von Bauwerken in Boden und Fels im Zusammenhang stehen.

Die vier Fachsektionen befassen sich mit folgenden Themen:
- Felsmechanik und Felsbau
- Bodenmechanik und Grundbau
- Hohlraumbau
- Ingenieurgeologie

Neben der eigenen Tagung Geomechanik Kolloquium sponsert die Gesellschaft auch international zahlreiche weitere Veranstaltungen des Fachgebiets und der Branche.

### Geomechanik Kolloquium
Diese wissenschaftliche Fachtagung findet seit 1951 statt. Sie wird üblicherweise jährlich im Kongresshaus Salzburg abgehalten, und ist neben dem zweijährlichen Österreichischen Tunneltag in Wien (von der ITA Österreich gemeinsam abgehalten) die wichtigste montanistische Großveranstaltung in Österreich. 2014 war sie beispielsweise zusammen mit dem Tunneltag kombiniert, 2015 mit der EUROCK der ISRM. Die Tagungsberichte erscheinen im von der ÖGG herausgegebenen Magazin Geomechanik und Tunnelbau.

### Fachzeitschrift Geomechanik und Tunnelbau (Felsbau – Rock and Soil Engineering)
Seit 1983 gibt die ÖGG eine Fachzeitschrift für Ingenieurgeologie, Geomechanik und Tunnelbau heraus, FELSBAU – Rock and Soil Engineering, seit 2008 Geomechanik und Tunnelbau, seit 2009 auch englischsprachig Geomechanics and Tunnelling.
Die Zeitschrift erscheint sechsmal jährlich in Schwerpunktheften zu speziellen Themen insbesondere des Tunnelbaues. Regelmäßig erscheinen in dieser Reihe auch die Tagungsberichte des Geomechanik Kolloquiums und des Österreichischen Tunneltags.
Es wird bei Ernst & Sohn, Verlag für Architektur und technische Wissenschaften, in Berlin verlegt, der Verlag gehört zur John Wiley Gruppe (Wiley-Blackwell), die Zeitschrift ist deshalb seit 2008 auch auf dem Webportal Wiley Online Library verfügbar.
Chefredakteur ist Helmut Richter vom Verlag Ernst & Sohn. Derzeit sind Bernd Moritz (ÖBB-Infrastruktur, Graz) und Robert Galler (Montanuniversität Leoben) verantwortlich (Beiratsvorsitzende). Der Fachbeirat ist mit ÖGG-Mitgliedern und international besetzt.
Geomechanics and Tunnelling ist in Scopus von Elsevier gelistet. 2020 erreichte der CiteScore 1,0.